# Чоколовка
Чо́коловка (укр. Чоколівка) — историческая местность Киева. Расположена между Соломенкой, Александровской Слободкой, железной дорогой и Международным аэропортом «Киев» («Жуляны»). Ориентировочными границами Чоколовки являются железная дорога Киев-Фастов, Воздухофлотский проспект, Чоколовский бульвар и Аэродромная улица. Центральные магистрали — Воздухофлотский проспект и Чоколовский бульвар.
Местность названа в честь гласного городской думы Николая Ивановича Чоколова (1845—1932). В XIX веке территория Чоколовки была собственностью писаря Никольско-Борщаговской волости Устименко. В 1901 году часть работников завода Гретера и Криванека приобрела семь десятин земли в этой местности, чему посодействовал и Николай Чоколов. С 1916 года до конца 1918 года Чоколовка была соединена с Киевом трамвайной линией, называемой Артиллерийской или Кадетской. С 1923 года местность вошла в состав Киева.
После Великой Отечественной войны значительно расширена, поглотив значительную часть Кадетского гая. В её состав вошли Первомайский массив (1950-е—1960-е годы) и новозастроенные в 1990-х годах улицы Эрнста, Кадетский гай и Пулюя (застройка предназначалась для поселения военных, выведенных из Германии, финансировалась последней и возводилась турецкими рабочими).
В 1970-е и 1980-е году почти вся застройка Чоколовки первой половины XX века была снесена и вместо неё на части территории были сооружены многоэтажные жилые дома, а на другой части — промышленные постройки.